# August Köster
August Köster (* 9. August 1873 in Neuland; † 10. Dezember 1935 in Wesermünde) war ein deutscher Klassischer Archäologe und Seefahrthistoriker.

## Leben
Köster stammte aus einer Seefahrerfamilie und machte zunächst eine Volksschullehrerausbildung. Nach kurzer Lehrtätigkeit machte er am humanistischen Gymnasium in Koblenz die Abiturprüfung nach und studierte Klassische Archäologie in Berlin, Rom und Straßburg. Am 25. Oktober 1902 wurde er an der Universität Straßburg bei Adolf Michaelis und Wilhelm Spiegelberg promoviert.
Anschließend wurde er wissenschaftlicher Hilfsarbeiter bei den Berliner Museen. 1904/05 erhielt er das Reisestipendium des Deutschen Archäologischen Instituts. In dieser Zeit nahm er an den Ausgrabungen in Pergamon teil. 1906 wurde er Direktorialassistent an den Berliner Museen, später Kustos, 1925 wurde er in den einstweiligen Ruhestand versetzt. Danach lebte er in Malente, wo er sich seinen Forschungen widmete. Zum 1. April 1934 wurde er Direktor des Morgenstern-Museums in Bremerhaven.
Seine Hauptforschungsgebiete waren zunächst antike Architektur und Topographie. Als Sohn eines Kapitäns hatte Köster ein Internat für Kinder von Seefahrern besucht und dort bereits Nautikunterricht erhalten. Später erwarb er das Steuermannspatent (für kleine Fahrt) in Lübeck und fuhr zeitweise zur See. Aus der Kombination von archäologischem und nautischem Wissen ergab sich sein späterer Arbeitsschwerpunkt „antike Seefahrt“.
Er starb mit 62 Jahren und wurde im heimatlichen Hamelwörden beerdigt.

## Veröffentlichungen
- Die ägyptische Pflanzensäule der Spätzeit (vom Ausgange des neuen Reiches bis zur römischen Kaiserzeit). In: Recueil de travaux relatifs à la philologie et à l'archéologie égyptiennes et assyriennes. Band 25 = Nouvelle Série 9, 1903, ZDB-ID 208133-7, S. 86–119, doi:10.11588/diglit.12430.12, (Straßburg, Universität, Dissertation, 1902).
- Das Pelargikon. Untersuchungen zur ältesten Befestigung der Akropolis von Athen (= Zur Kunstgeschichte des Auslandes. 71, ZDB-ID 515449-2 Heitz, Strassburg 1909.)
- Antikes Tafelsilber. Bard, Berlin 1923.
- Das antike Seewesen. Schoetz & Parrhysius, Berlin 1923.
- Schiffahrt und Handelsverkehr des östlichen Mittelmeeres im 3. und 2. Jahrtausend v. Chr. (= Beihefte zum Alten Orient. 1, ISSN 2629-8988). Hinrichs, Leipzig 1924.
- Die griechischen Terrakotten. Schoetz & Co., Berlin 1926.
- Studien zur Geschichte des antiken Seewesens (= Klio. Beihefte. 32 = Neue Folge 19). Dieterich, Leipzig 1934.